# Procol's Ninth
Procol's Ninth studijski je album britanskog rock sastava Procol Haruma koji izlazi 1975.g.

## Popis pjesama
1. Pandora's Box
2. Fool's Gold
3. Taking The Time
4. The Unquiet Zone
5. The Final Thrust
6. I Keep Forgetting
7. Without a Doubt
8. The Piper's Tune
9. Typewriter Torment
10. Eight Days a Week

## Izvođači
- Chris Copping - orgulje
- Alan Cartwright - bas-gitara
- B.J. Wilson - bubnjevi
- Mick Grabham - gitara
- Gary Brooker - klavir, vokal
- Keith Reid - tekst

## Vanjske poveznice
- ProcolHarum.com - Detalji o albumu na službenim internet stranicama Procol Haruma